# Còdex Argentat
El Còdex argentat (en llatí: Codex Argenteus), conegut a Suècia com a Bíblia d'argent (en suec: Silverbibeln), per estar escrit amb tinta argentada, és un manuscrit del segle vi que originàriament contenia una còpia de part de la Bíblia traduïda al s. IV del grec al gòtic pel bisbe got arrià Úlfila.
El famós palimpsest Còdex argentat és un evangeliari, un llibre cristià que conté parts dels quatre evangelis (no arriba a ser un Nou Testament). Dels 336 folis originals del còdex es conserven 188, incloent-hi el fragment descobert el 1970 en la catedral d'Espira, amb la traducció de la major part dels evangelis en llengua gòtica, i el text més conegut en aquest idioma extint, i una de les principals fonts de coneixement de la més antiga llengua germànica de què es té evidència escrita, el gòtic.
Algunes lletres daurades adornen les primeres tres línies de cada evangeli, de Mateu, Joan, Lluc i Marc, així com els inicis de les diferents seccions. Els noms dels escriptors dels evangelis també apareixen en or. La major part del Còdex argentat (187 fulls) s'exhibeix permanentment en la Carolina Rediviva de la Universitat d'Uppsala, Suècia. El darrer full n'és a la catedral d'Espira, Alemanya.

## Història

### Origen
La Bíblia d'argent fou escrita probablement a Ravenna a la primeria del s. VI per al rei dels ostrogots, Teodoric el Gran.
Es va elaborar com un llibre sagrat especial per a la cort del rei dels gots i dels romans, amb algunes lletres amb tinta d'or. Les parts de les còpies dels evangelis corresponen al cànon del bisbe Eusebi de Cesarea i a les Taules de Concordança dels quatre evangelistes que apareixen als quatre arcs d'argent dissenyats en cada pàgina. La resta de lletres són escrites amb tinta d'argent (per això el títol argentat, 'd'argent' en llatí), en pergamí d'alta qualitat colorit de porpra amb tintes vegetals, ornat i probablement enquadernat amb perles i gemmes. Després de la mort de Teodoric l'any 526 la Bíblia d'argent no s'esmenta en inventaris o llistes de llibres durant més de mil anys, quan fou redescoberta a l'abadia benedictina de Werden, prop d'Essen, a Renània, Alemanya, per dos teòlegs de Colònia, Georg Cassander i Cornelius Wouters (segon la correspondència del segle xvi que van encreuar amb altres estudiosos).

### El Misteri dels mil anys
Prop de trenta anys després de la mort de Teodoric el Gran, el Regne ostrogot d'Itàlia arriba a la fi amb la conquesta de l'Imperi Romà d'Orient de Justinià I, que fa de Ravenna la seua capital a Itàlia. Com que el Còdex argentat pertanyia a una heretgia (arrianisme) i era escrit en un idioma que ja no s'usava, els estudiosos es pregunten com va arribar a l'abadia de Werden, a Renània des de Ravenna, a Padània, i sobretot, com un full se'n separà i arribà a Espira.
N'hi ha tres teories principals:
- La separació primerenca en què el full s'hauria separat del còdex a la primeria de l'edat mitjana i seguí les distintes relíquies de sants. Mentrestant, les restes del manuscrit passarien per Europa, i arribarien als llocs de culte dels portadors;
- La separació posterior. Se suposa que el full d'Espira hauria romàs junt amb la resta del còdex a Werden al voltant del s. XV. Quan els seus detentors separaren el darrer full per enviar-lo a Magúncia, van demanar informació sobre la naturalesa del còdex que era en un idioma desconegut. A Magúncia, el full espars s'hauria posat junt amb les relíquies de sant Erasme. Els fulls s'haurien aplegat novament pel principal arquebisbe de Magúncia Albert de Brandeburg al voltant del 1545, any de la seua mort.
- La via carolíngia. Se suposa que el Còdex argentat era a Ravenna quan el prengué Carlemany i el dugué a la seua capital, Aquisgrà, a poca distància de l'abadia de Werden.[6]

### Redescobriment
Al voltant de l'any 799, els 187 folis del pergamí estaven guardats a l'abadia benedictina de Werden, entre els monestirs més rics del Sacre Imperi Romanogermànic, els abats dels quals tenien títol de prínceps imperials. La part restant del llibre aparegué a la biblioteca de l'emperador Rodolf II a la seua seu imperial de Praga. El 1648, a la fi de la Guerra dels Trenta anys, fou pres com a deixalla de guerra i dut a Estocolm, per a la biblioteca de la reina Cristina de Suècia. Després de la seua conversió al catolicisme i la seua posterior abdicació (1654), el llibre desapareix de la seua biblioteca i és dut als Països Baixos pel bibliotecari de la reina, Isaac Vóssio. El 1662, el comprà el canceller suec Magnus Gabriel De la Gardie, que li donà l'actual enquadernació i el preservà en la Universitat d'Uppsala. Olof Rudbeck, rector de la universitat en aquella època, és sospitós de la falsificació del manuscrit ocorreguda en la dècada de 1670, amb l'objectiu d'augmentar la fiabilitat de documents antics que provarien les seues teories polítiques sobre la Gran Suècia.
Hui, el còdex roman en la Carolina Rediviva de la Universitat d'Uppsala, Suècia. El març de 1995, la portada i alguns fulls en foren furtats de l'exposició pública de la Biblioteca Carolina Rediviva, aprofitant fallades de seguretat. Aparegué un mes després a l'Estació Central Ferroviària d'Estocolm, Suècia. Es desconeix si la resta del llibre ha sobreviscut, però el parador dels altres fragments continuen sent un misteri.

### El fragment d'Espira
El full final del còdex, el 336, va descobrir-lo al 1970 Franz Haffner, a la catedral d'Espira, Alemanya, a la capella de Santa Afra d'Augsburg, enrotllat en un marc de fusta, amb un petit reliquiari originari d'Aschaffemburg. El full conté els nou últims versicles del capítol 16 de l'Evangeli segons Marc.

## Contingut complet del còdex
- Evangeli de Mateu: 5:15-48; 6:1-32; 7:12-29; 8:1-34; 9:1-38; 10:1,23-42; 11:1-25; 26:70-75; 27:1-19,42-66.
- Evangeli de Joan: 5:45-47; 6:1-71; 7:1-53; 8:12-59; 9:1-41; 10:1-42; 11:1-47; 12:1-49; 13:11-38; 14:1-31; 15:1-27; 16:1-33; 27:1-26; 28:1-40; 29:1-13.
- Evangeli de Lluc: 1:1-80; 2:2-52; 3:1-38; 4:1-44; 5:1-39; 6:1-49; 7:1-50; 8:1-56; 9:1-62; 10:1-30; 14:9-35; 15:1-32; 16:1-24; 17:3-37; 18:1-43; 19:1-48; 20:1-47.
- Evangeli de Marc: 1:1-45; 2:1-28; 3:1-35; 4:1-41; 5:1-5; 5-43; 6:1-56; 7:1-37; 8:1-38; 9:1-50; 10:1-52; 11:1-33; 12:1-38; 13:16-29; 14:4-72; 15:1-47; 16:1-12 (+ 16:13-20).

## Exemple del text
| En gòtic                          | En suec                       | En català                          |
| --------------------------------- | ----------------------------- | ---------------------------------- |
| atta unsar þu in himinam,         | fader vår du i himmelen,      | Pare nostre, que sou al cel        |
| weihnai namo þein,                | helgat varde namn ditt,       | santificat siga el vostre nom      |
| qimai þiudinassus þeins,          | må komma rike ditt,           | vinga a nosaltres el vostre regne  |
| wairþai wilja þeins,              | varde vilja din               | siga feta la vostra voluntat       |
| swe in himina jah ana airþai      | så i himmelen även på jorden, | així a la terra com al cel         |
| hlaif unsarana þana sinteinan gif | bröd vårt det dagliga giv     | Doneu-nos el pa nostre de cada dia |
| uns himma daga                    | oss denna dag.                | hui                                |

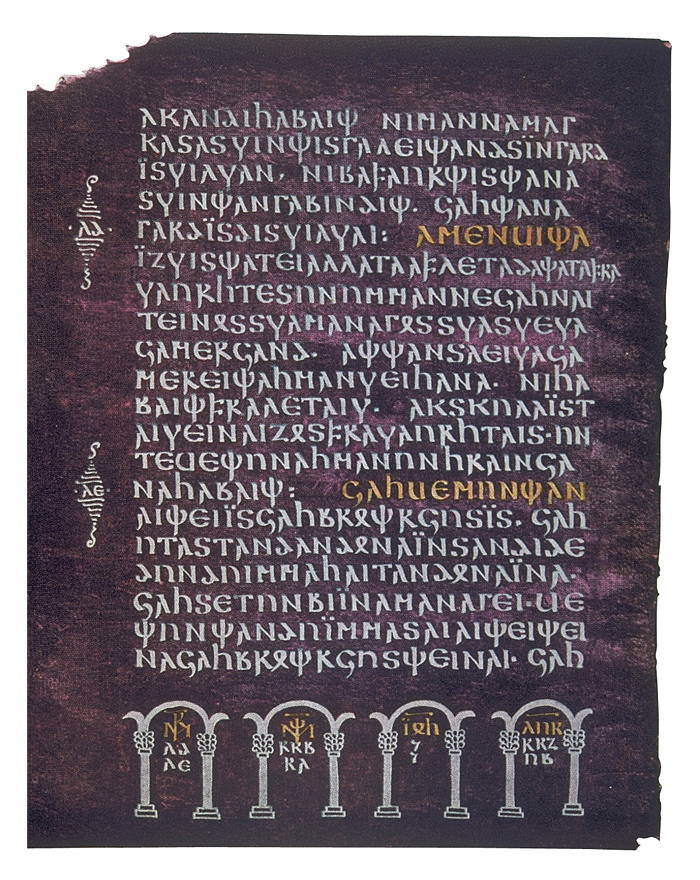
Bíblia gòtica

Per tant, després de la reaparició d'aquest còdex, els erudits n'estudiaren l'escriptura per descobrir el sentit de la llengua gòtica morta. La primera publicació que esmenta el còdex apareix al 1569, feta per Johannes Goropius Becanus d'Anvers (segurament pels seus contactes amb Jorge Cassandro i Cornélio Wouters). El 1597, Bonaventura Vulcanio, un altre neerlandés, publica el text, i és la primera publicació del text gòtic que duu el nom de Còdex argentat. Francesc Júnio, oncle d'Isaac Vossio, imprimí a Holanda la primera edició del còdex al 1665. El 1737, Lars Roberg, metge d'Uppsala, feu una xilografia d'una pàgina del manuscrit; s'inclogué en l'edició de Benzeli de 1750, i la planxa xilogràfica es preserva a la Biblioteca Diocesana de Linköping. L'edició estàndard, la va realitzar el professor de la Universitat d'Uppsala Anders Uppström, entre 1854 i 1857. Recorrent als manuscrits disponibles i anteriors temptatives de restauració del text, l'estudiós alemany Wilhelm Streitberg publica el 1908 Die gotische Bibel (La Bíblia Gòtica), amb el text grec i gòtic en pàgines oposades. El 1927 se'n feu la darrera i més important edició facsímil pel professor de química i premi Nobel Theodor Svedberg i també pel Dr. Hug Andersson.